# Drapeau du Kosovo
Le drapeau du Kosovo a été adopté lors de la déclaration unilatérale d'indépendance vis-à-vis de la Serbie le 17 février 2008. C'est le premier drapeau officiel de la province, car même lorsque la province était placée sous l'autorité des Nations unies, c'était le drapeau des Nations unies qui était utilisé lors des réunions internationales.

Albanais de Yougoslavie.

Le Kosovo n'a jamais eu de drapeau historique, même en tant que province de la Yougoslavie ou de la Serbie. Le drapeau albanais avec l'étoile jaune a été faussement attribué, car il représente finalement les Albanais de Yougoslavie.
Selon l'origine de leurs communautés, certains préfèrent arborer le drapeau albanais, d'autres le drapeau serbe.

## Proposition pour un nouveau drapeau

Drapeau de Dardanie.

Ibrahim Rugova, le premier président du Kosovo, avait introduit le drapeau de Dardanie en octobre 2000 : celui-ci représentait l'aigle albanais mais il ne fut pas reconnu ni par les instances mondiales, ni par la population.
La tendance mondiale favorable à l'indépendance du pays, une compétition a été lancée en juin 2007 pour choisir un nouveau drapeau. Selon les termes de l'ONU, celui-ci devra refléter la nature multi-ethnique du Kosovo en interdisant l'aigle à deux têtes ainsi que l'utilisation des couleurs dominantes rouge-et-noir ou bleu-et-blanc qui sont des références trop fortes aux deux pays voisins Ce drapeau sera rectangulaire d'une proportion 2:3. Environ 700 propositions ont été retenues et un groupe d'experts et de politiques, réunis au sein de l'Unity Team, vont sélectionner trois drapeaux qu'ils soumettront aux votes de l'assemblée du Kosovo.
En février 2008, trois propositions semblent avoir été choisies. Le premier, imaginé par Mentor Shala et Besnik Nuli, représente une carte du Kosovo sur un fond bleu entouré de cinq étoiles jaune, à la manière du drapeau européen. Le deuxième est un simple drapeau tricolore noir-blanc-rouge et le troisième possède en plus un motif en spirale.

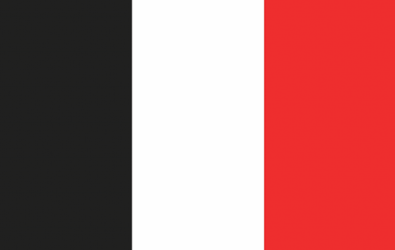
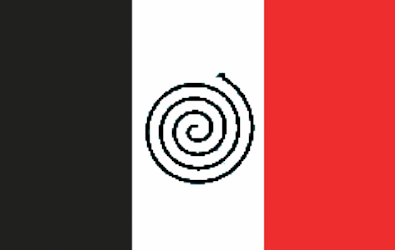

C'est finalement une version modifiée de la première proposition qui a été choisie. Celui-ci ressemble par sa construction à celui de la République voisine de Bosnie-Herzégovine. De fond bleu, la forme de l'État se distingue par sa couleur jaune, et les six étoiles blanches symbolisent les six principales communautés ethniques de l'État (la majorité albanaise et les cinq minorités composées des Serbes, des Roms, des Ashkalis et Égyptiens des Balkans, des Bosniaques, des Goranis et des Turcs). Officieusement, il est dit que les étoiles représentent les six territoires avec population albanaise : Albanie, Grèce, Kosovo, Macédoine, Monténégro et Serbie, c'est-à-dire la Grande Albanie de l'irrédentisme albanais. Une autre explication officieuse de ces six étoiles est qu'elle représente les six pays anciens membres de la Yougoslavie s'étant émancipés de la tutelle serbe : Slovénie, Croatie, Bosnie-et-Herzégovine, Monténégro, Macédoine et Kosovo.
En outre, avec ses étoiles sur fond bleu, la bannière du Kosovo rappelle celle de l'Union européenne. Le concours fondateur spécifiait que le drapeau devait « refléter les aspirations du Kosovo à rejoindre les institutions européennes et euroatlantiques ». 
Ceci fait du Kosovo le second pays utilisant actuellement un drapeau représentant son territoire national avec Chypre.